# 倉花千夏
 倉花千夏（11月24日—），日本原畫師、插畫家，原筆名たたなかな。

## 經歷
神奈川縣出身。早年與大學友人淵井鏑合作遊戲企劃，兩人因此加入Nitro+CHiRAL。
2007年倉花辭去公司職務成為自由插畫家。

## 主要作品

### 遊戲
たたなかな名義
- 咎狗之血 (Nitro+CHiRAL) - 角色設計、原畫[2]
- Lamento -BEYOND THE VOID- (Nitro+CHiRAL) - 角色設計、原畫

倉花千夏名義
- Blade Chronicle（ゲームズアリーナ） - 印象插圖
- 歌之王子殿下（Broccoli）- 角色設計原案、原畫
- 最後約定的故事（imageepoch）- 角色設計
- 戰國大戰（SEGA） - 卡牌設計（内藤昌豐、堀秀政）
- ゴシップガール〜NYで恋の予感〜、ゴシップガール〜セレブな彼の誘惑〜（ボルテージ） - 角色設計原案
- とびたて! 超時空トラぶる花札大作戦（TYPE-MOON） - 角色設計：Kayneth El-Melloi Archibald、Sola-Ui Nuada-Re Sophia-Ri、Lancer（Diarmuid Ua Duibhne）
- Symphonica：Grand Maestro（史克威爾艾尼克斯） - 角色設計、原畫、彩色
- 帝國沙加（史克威爾艾尼克斯） - 角色設計
- 魔都紅色幽撃隊（Arc System Works） - 角色原案、插圖
- 魔都紅色幽撃隊 DAYBREAK SPECIAL GIGS（Arc System Works） - 角色原案
- 7'scarlet（オトメイト） - 角色設計
- オトメ勇者（LEVEL-5） - 角色設計[3]
- 聖火降魔錄 風花雪月（任天堂） - 角色設計

### 動畫
- 歌之王子殿下 - 角色原案
- 創聖機械天使EVOL - （主要男性）角色原案、ED插圖
- 佛朗明哥武士 - 角色設計

### 其他
- 葬月記（著：和泉桂、一迅社） - 封面、插圖
- 蔚藍的薩利菲拉（著：天堂里砂、中央公論新社） - 封面、插圖
- ソードジャンカー（著：神代創、軟銀創造） - 封面、插圖
- V.T.R.（著：辻村深月、講談社） - 封面
- 癒されBar若本 vol.3 - CD封面
- 壬生狼真傳 - CD封面
- Fate/Apocrypha - 角色設計：威廉·莎士比亞
- 墮落王子（著：C‧S‧帕卡特、譯：冬斗亞紀、新書館）- 封面、插圖
- Regis Altare ( HOLOSTARS-EN )-角色設計